# Arnd Neuhaus
Arnd Neuhaus, né le 26 septembre 1967, à Hagen en Allemagne de l'Ouest, est un ancien joueur allemand de basket-ball. Il évolue durant sa carrière au poste d'ailier fort.

## Palmarès
- Coupe d'Allemagne 1991, 1994